# Abbaye de la Rode
L'abbaye de la Rode (ou de la Rhode ou Rodé) est une ancienne abbaye cistercienne située sur la commune de Lempaut dans le Tarn. Elle n'est tout d'abord grange monastique de l'Ardorel ; mais, à la ruine de celle-ci après les destructions des guerres de religion, elle devient le refuge des survivants, qui y rebâtissent une abbaye. Elle reste en place environ deux siècles, jusqu'à la Révolution, qui clôt définitivement la vie monastique.

## Historique

### Fondation
L'abbaye d'Ardorel, fondée au XIIe siècle, crée à la Rode une grange, sur des terres données par Jourdain de Saissac le 30 avril 1258, et probablement accrues durant les siècles suivants. Celle-ci près un incendie, avait été fortifiée. 
Lors des guerres de religion, une incursion dans l'abbaye aboutit au massacre de la plupart des moines en 1586. Les survivants se réfugient à la Rode où ils reconstituent l'abbaye,. La communauté, qui ne compte plus que trois moines et plus d'abbé en 1789, est fermée par la Révolution et l'abbaye vendue comme bien national le 8 avril 1791.

### Le château après la Révolution
L'inventaire de 1791 ne mentionne curieusement aucune chapelle ni église. Aucune démolition n'est attestée entre 1789 et le plan dressé en 1819. À partir de 1933, le château est propriété de la famille de Falguerolles qui le transforme en chambre d'hôtes,. En 2015, la famille Géli le rachète pour y vivre et le restaurer, et le château obtient en 2018 le label « Patrimoine historique » décerné par l'association Vieilles maisons françaises,.

## Liste des abbés
Bien que l'abbaye soit située à l'époque dans le Lavaur, les religieux, eu égard à leur première implantation, restent sous la responsabilité de l'évêque de Castres.
Les abbés commendataires de la Rode sont :
- Francois d'Amboise à partir de 1586,
- Louis de Cardaillac en 1627,
- Jean de Cardaillac en 1638,
- Michel Barcalis de Pruines en 1667,
- Louis Girard de Labournac en 1688[2],
- Louis Malo Moreau de Aupertuis en 1748,
- Marie d'Advisard en 1754,
- François de Sales Barbier de Lescoët en 1761,
- Guillaume Henri de Calages en 1766[9].

Aucune estimation du nombre de moines n'existe, mais la taille de l'édifice permet d'estimer que ceux-ci ont été, à un moment au moins, relativement nombreux.